# منسن د کامپس
منسن د کامپس (به اسپانیایی: Monzón de Campos) یک شهرستان در اسپانیا است که در استان پالنسیا واقع شده‌است.

## خصوصیات
منسن د کامپس ۴۵ کیلومترمربع مساحت و ۶۹۶ نفر جمعیت دارد.